# Tridactyle gentilii
Tridactyle gentilii är en orkidéart som först beskrevs av De Wild., och fick sitt nu gällande namn av Rudolf Schlechter. Tridactyle gentilii ingår i släktet Tridactyle och familjen orkidéer. Inga underarter finns listade i Catalogue of Life.